# Joan Baptista Pellicer i Cardona
Joan Baptista Pellicer i Cardona (Maó, 23 de gener de 1862 - Barcelona, 29 de gener del 1930) va ser un pianista i professor català.
Amb cinc anys, la seva família s'establí a Barcelona. S'inicià a la música a l'escolania de Sant Jaume, que dirigia Nicolau Manent, i rebé lliçons de piano de mossèn Francesc Cardona, oncle seu i organista de la parròquia de Sant Vicenç de Paula. Estudià a l'Acadèmia Pujol amb catorze anys, i el 1879 guanyà el primer premi del concurs anual que s'hi organitzava. Entrà d'alumne al Conservatori de París per oposició, i durant un parell d'anys fou deixeble de Georges Mathias.
De tornada a Barcelona, als darrers anys del segle xix i primers del XX (des del 1894 i fins al 1902) formà el "Quartet Pellicer" de música de cambra, integrat per Joan Baptista Pellicer, piano; Domènec Sànchez, violí; Rafael Gálvez, viola; i José de Castro, violoncel. Pellicer participà en els concerts de l'"Associació Musical de Barcelona" (1888-1924) on tocà amb Bonaventura Dini o Pau Casals. El 1895, quan a la "Societat Catalana de Concerts" de Barcelona s'interpretà per primera vegada la Simfonia sobre un cant muntanyenc, amb direcció de l'autor Vincent d'Indy, el paper del piano recaigué en el mestre Pellicer.
Compaginà la interpretació amb la pedagogia, i fou nomenat catedràtic de piano de l'Escola Municipal de Música de Barcelona el 1894 on, entre d'altres, tingué per alumnes Amadeu Cuscó, Juli Garreta, Joan Baptista Lambert, Emília Miret, Santiago Riera (futur professor del Conservatori de París), Josep Sabater i Benvingut Socias (futur professor del Conservatori del Liceu). Una altra alumna, la futura acordionista Pepeta Sellés, a la mort de Joan Baptista Pellicer continuà les classes de piano amb el seu fill, Carles.
Joan Baptista Pellicer tingué tres fills: en Carles (1896-1983), pianista i professor de música, l'Emili i la Cécile Pellicer i Boulanger (1905-1992).